# Taonan
Taonan is een stad in de provincie Jilin van China. Taonan is in de prefectuur Baicheng en is tevens een arrondissement. 
Taonan heeft meer dan 400.000 inwoners.